# Raymond-Charles-Anatole Richard
Raymond-Charles-Anatole Richard, francoski general, * 22. maj 1885, † 22. december 1964.